# Cherryville, British Columbia
Cherryville är en ort i Kanada.   Den ligger i provinsen British Columbia, i den södra delen av landet, 3 200 km väster om huvudstaden Ottawa. Cherryville ligger 567 meter över havet och antalet invånare är 1 000.
Terrängen runt Cherryville är bergig åt nordost, men åt sydväst är den kuperad. Cherryville ligger nere i en dal. Runt Cherryville är det mycket glesbefolkat, med 2 invånare per kvadratkilometer.. Det finns inga andra samhällen i närheten.
I omgivningarna runt Cherryville växer i huvudsak barrskog.